# Ліпсько (гміна, Любачівський повіт)
Ґміна Ліпско (пол. Gmina Lipsko) — колишня (1934—1939 рр.) сільська ґміна Любачівського повіту Львівського воєводства Польської республіки (1918—1939) рр. Центром ґміни було село Липсько.

1 серпня 1934 р. було створено об'єднану сільську ґміну Ліпско у Любачівському повіті. До неї увійшли сільські громади: Брусно Старе, Воля Велика, Кадовбищі, Липсько, Лівча, Лукавиця, Наріль Село, Стара Гута, Хлівищі.

У середині вересня 1939 року німці окупували територію гміни, але вже 26 вересня 1939 року мусіли відступити, оскільки за пактом Ріббентропа-Молотова вона належала до радянської зони впливу. Однак Сталін обміняв Закерзоння на Литву і на початку жовтня СРСР передав північну половину гміни німцям, територію гміни розділив кордоном, а з прикордонних сіл відселив селян у Південну Бесарабію. В червні 1941, з початком Радянсько-німецької війни, вся територія знову була окупована німцями. В липні 1944 року радянські війська оволоділи цією територією.
У жовтні 1944 року західні райони Львівської області віддані Польщі, а українське населення в 1944-1947 рр. вивезено до СРСР та на понімецькі землі.